# Vsevolod Balitski
Vsevolod Apollonovitch Balitski (en russe : Всеволод Аполлонович Балицкий), né le 27 novembre 1892 (9 décembre dans le calendrier grégorien) à Verkhnodniprovsk, dans le gouvernement de Iekaterinoslav (Empire russe, aujourd'hui en Ukraine) et mort exécuté le 27 novembre 1937 à Moscou (Union soviétique), est un dirigeant de la police politique soviétique. Il dirigea en particulier le NKVD d’Ukraine pendant la Grande Famine. Il était surnommé la « guillotine de l’Ukraine ».

## Biographie
Balitski naît le 27 novembre 1892 à Verkhnodniprovsk, dans le gouvernement de Iekaterinoslav. Il est le fils d’un comptable d’une usine de Louhansk. Son appartenance ethnique est incertaine : il se présenta lui-même, alternativement, comme Russe et Ukrainien. Issu d’un milieu assez aisé, il entre en 1912 à la faculté de droit de l’université de Moscou et suit les cours de langues orientales de l’Institut Lazarev.
En 1913, il rejoint les mencheviks, ce qu’il niera des années plus tard, et devient bolchevik en 1915. En 1914, il est mobilisé dans le 114e régiment d’infanterie de réserve ; il se livre à des activités révolutionnaires, ce qui lui vaut deux mois de prison, dans les geôles du 7e bataillon du Caucase.
Sa carrière dans les services spéciaux débute véritablement en janvier 1919, lorsqu’il rejoint la Commission extraordinaire d’Ukraine (VOuTchK), déclinaison régionale de la VTchK (Tchéka). Il dirige successivement plusieurs services, dont le Département secret opérationnel, bras armée de l'institution. Après l'offensive de Dénikine de septembre-octobre 1919, il réorganise la Tchéka ukrainienne. Fin 1919 il dirige la Tchéka de Kiev et est représentant plénipotentiaire de la VTchK pour l’Ukraine de la rive droite (Pravobereznaïa Ukraïna). Il supervise les procès politiques contre les mencheviks kieviens de mars 1920, puis met en place un système de troïka pour « délester » les prisons surpeuplées d’Ukraine et de Crimée (exécution de 3 879 détenus durant l’été 1920).
Le 1er septembre 1923, il prend la tête de la Guépéou (GPOu) d’Ukraine, devenant le plus haut gradé des services spéciaux de cette République. La direction de la Guépéou ukrainienne étant rattachée au Sovnarkom d’Ukraine, Balitski participe au gouvernement de la RSS d'Ukraine avec une voix délibérative. Il s’applique à défendre les intérêts de son administration, notamment contre les empiètements du procureur général d’Ukraine.
En 1927, il est membre du Politburo d’Ukraine, puis en 1930 membre du Comité central du Parti communiste (bolchevik) d'Ukraine (KP(b)Ou). Il atteint le sommet de sa carrière en février 1934, en intégrant le Comité Central du VKP(b). Avant lui, seul Iagoda avait obtenu un tel privilège.
Le 11 mai 1937 il est muté en Extrême-Orient, où il commande le NKVD à la place de Terence Deribas. Au cours des Grandes Purges, il est arrêté le 7 juillet 1937. Le 27 novembre suivant, à Moscou, il est condamné à mort et exécuté le même jour. Il est enterré à Kommounarka.
Vsevolod Balitski, ainsi que Grigori Petrovski, Lazare Kaganovitch et Nikita Khrouchtchev, sont considérés comme les principaux exécuteurs de la terreur stalinienne en Ukraine dans les années 1920 et 1930.